# Sedum grandisepalum
Sedum grandisepalum är en fetbladsväxtart som beskrevs av Robert Theodore Clausen. Sedum grandisepalum ingår i Fetknoppssläktet som ingår i familjen fetbladsväxter. Inga underarter finns listade i Catalogue of Life.